# Françoise de La Châtre
Françoise de La Châtre fue una noble francesa del siglo XVII, conocida principalmente por ser la madre de María Casimire de La Grange d’Arquien, quien se convirtió en reina consorte de Polonia al casarse con el rey Juan III Sobieski.

## Biografía
Françoise de La Châtre fue una noble francesa del siglo XVII, recordada principalmente por su linaje aristocrático y por ser madre de una reina. Nació hacia el año 1590 en el seno de la influyente familia de La Châtre, una antigua casa noble del centro de Francia, probablemente en la región de Berry, donde su familia tenía propiedades y poder.
Desde temprana edad estuvo rodeada por la vida cortesana y religiosa, como era común entre las mujeres de su estatus. Contrajo matrimonio con Henri Albert de La Grange d’Arquien, marqués d'Arquien, miembro de otra familia noble que sirvió a la corte de los reyes de Francia y que más tarde se estableció en Polonia por razones diplomáticas.
De esta unión nacieron varios hijos, pero la más destacada fue Maria Casimira Luisa de La Grange d’Arquien, quien con el tiempo se convertiría en reina de Polonia tras casarse con el rey Juan III Sobieski. Gracias a este enlace, Françoise de La Châtre pasó a formar parte indirecta de la historia europea, ya que su hija tuvo un papel importante en la política internacional de finales del siglo XVII.
Françoise de La Châtre falleció en el año 1672, a una edad avanzada para su tiempo, probablemente en Francia, aunque algunos registros indican que podría haber pasado parte de sus últimos años cerca de su hija en Polonia o en un entorno religioso.